# 윤학
윤학(Spica Yunhak, 본명: 정윤학(鄭尹鶴) 1984년 12월 2일 ~ )은 대한민국의 가수이고, 슈퍼노바 멤버의 리더와 서브보컬을 맡고 있다. 그는 2007년 댄스 음악 그룹 초신성(현 슈퍼노바)의 구성원으로 첫 데뷔했다.

## 학력
- 아이치 대학 경영학

## 가수 외 활동
- 《나의 유감스러운 남자친구》 (2015년, MBC 드라마넷) - 강희철 역
- 《운명과 분노》 (2018년, SBS) - 강의건 역